# Georg Strobl
Georg Strobl (* 9. Februar 1910 in München; † 10. Mai 1991 ebenda) war ein deutscher Eishockeyspieler.

## Sportliche Karriere
Georg Strobl spielte auf Vereinsebene ab 1926 erst für den MEV 1883 München, bevor er ab 1927 für den SC Riessersee spielte. Mit der Mannschaft des SCR wurde er mehrfach Deutscher Meister.
International nahm er mit der deutschen Eishockeynationalmannschaft an den Olympischen Winterspielen 1932 in Lake Placid und 1936 in Garmisch-Partenkirchen und an der Eishockey-Europameisterschaft 1932 und den Eishockey-Weltmeisterschaften 1933, 1934, 1935 und 1938 teil.

### Erfolge und Auszeichnungen
- 1932 Bronzemedaille bei den Olympischen Winterspielen
- 1935, 1938, 1941, 1947, 1948 Deutscher Meister

## Weitere Karriere
Dr. Georg Strobl arbeitete als Jurist. Zum 1. April 1933 war er der NSDAP beigetreten (Mitgliedsnummer 1.665.747).